# جيمس كالهون (سياسي)
جيمس كالهون (بالإنجليزية: James Calhoun)‏ هو سياسي أمريكي، ولد في 1743، وتوفي في 14 أغسطس 1816.